# ミス東京コンテスト
ミス東京コンテスト（ミスとうきょうこんてすと）は、都民の日（10月1日）とその前後の期間の「大東京祭」を記念して、1957年（昭和32年）から行われていたミスコンテストである。
同コンテストは東京新聞主催、東京都後援の下行われ、23特別区と伊豆諸島などの島しょ部を含む、東京都内の各市区町村の代表ミスが出場し、その中から、東京都の観光PRや都知事の公式行事のアシスタントなどを務める親善大使となる代表者3名（ミス東京1名、準ミス東京2名）を、都知事や有識者の審査によって決定するというものだった。出場した各市区町村代表は、決戦大会の審査においてそろいの襷（サッシュとも。それぞれに紺色地と銀色の縁取り・文字で「ミス〇〇（市区町村名）」を記載）とドレスをまとって審査を受け、代表ミス東京となった3人にはこれに「ミス東京」と紺色地と金色の縁取り・文字で書かれた襷と、ガウン、ティアラが贈られていた。